# Tomopeas ravus
Tomopeas ravus — вид кажанів родини молосових. Це монотипний вид з роду Tomopeas і підродини Tomopeatinae, ендемік Перу. Класифікація Tomopeas ravus історично була проблематичною, багато авторів поміщали цей вид в родині Vespertilionidae, в той час як інші воліли відносити його до Molossidae. 

## Середовище проживання
Це кажан знаходиться над рівнем моря до 1000 м над рівнем моря в напівпустельних областях північно-західному прибережному Перу. Сідала знаходяться під гранітними валунами і в печерах.

## Морфологія
Морфометрія. Загальна довжина: 73–85 мм, хвіст: 34–45 мм, передпліччя: 31.2–34.5 мм, вага: 2–3.5 грама.
Опис. Забарвлення світло-коричневого зверху і від тьмяно коричнюватого до білувато-кремово-коричнюватого знизу. Базальна половина хутра тьмяно-темно-сіра. Обличчя, вуха і мембрани чорні.